# Emmanuel Chedal

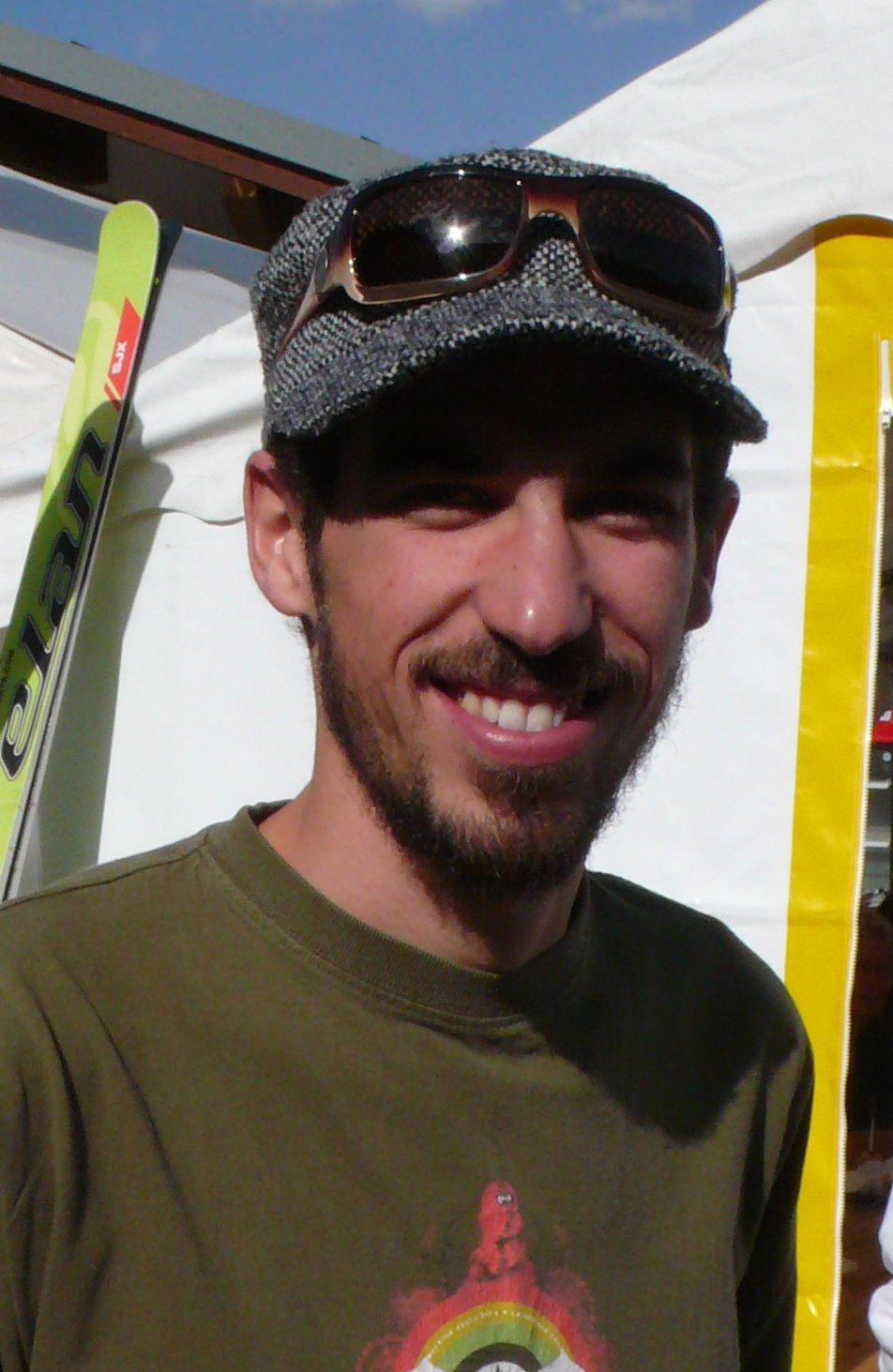
Emmanuel Chedal (2010)

Emmanuel Chedal (* 15. Januar 1983 in Moûtiers) ist ein ehemaliger französischer Skispringer.

## Werdegang
Chedal machte seinen ersten Sprung im Alter von sieben Jahren, er sprang für den Skiclub Courchevel. Sein Weltcup-Debüt gab er 1998 in Chamonix. Sein bestes Ergebnis im Weltcup war ein 3. Platz am 6. Dezember 2009 auf dem Lysgårdsbakken in Lillehammer (HS 138). Seinen größten Erfolg bei einer internationalen Großveranstaltung erreichte er mit Platz neun beim Nordic Tournament 2010. Bei den Französischen Meisterschaften im Skispringen 2009 in Chaux-Neuve gewann Chedal im Einzelspringen die Goldmedaille sowie im Teamspringen die Silbermedaille.
Bei den Olympischen Winterspielen 2010 in Vancouver erreichte er im Springen von der Großschanze den 13. und von der Normalschanze den 24. Platz. Nachdem er zu Beginn der Weltcupsaison 2012/13 bei den Wettbewerben in Lillehammer, Kuusamo und Engelberg jeweils mit Plätzen jenseits der 50 bereits in der Qualifikation gescheitert war, teilte er Anfang Januar 2013 auf der französischen Sportwebsite www.lequipe.fr mit, dass er seine Karriere beendet habe. Er begründete den Schritt damit, dass er sein früheres Niveau nicht mehr habe halten können und auch Probleme mit dem neuen Reglement habe.

## Erfolge

### Weltcup-Platzierungen
| Saison  | Platz | Punkte |
| ------- | ----- | ------ |
| 1999/00 | 70.   | 008    |
| 2001/02 | 68.   | 009    |
| 2002/03 | 70.   | 012    |
| 2003/04 | 35.   | 100    |
| 2004/05 | 67.   | 015    |
| 2005/06 | 68.   | 009    |
| 2006/07 | 70.   | 013    |
| 2007/08 | 24.   | 234    |
| 2008/09 | 17.   | 395    |
| 2009/10 | 15.   | 365    |
| 2010/11 | 26.   | 190    |
| 2011/12 | 66.   | 007    |

### Grand-Prix-Platzierungen
| Saison | Platz | Punkte |
| ------ | ----- | ------ |
| 2000   | 42.   | 015    |
| 2003   | 14.   | 069    |
| 2005   | 29.   | 056    |
| 2006   | 57.   | 020    |
| 2007   | 54.   | 027    |
| 2008   | 19.   | 097    |
| 2009   | 16.   | 143    |
| 2010   | 35.   | 053    |
| 2011   | 61.   | 019    |
| 2012   | 61.   | 013    |